# Aguas Nuevas
Aguas Nuevas es una entidad local menor perteneciente al municipio de Albacete (en Castilla-La Mancha, España). Se encuentra 8 km al sur de Albacete capital. En 2023 contaba con 1968 habitantes según el INE.
Se encuentra muy próximo al Aeropuerto de Albacete, la Base Aérea de Los Llanos, la Maestranza Aérea de Albacete, la Escuela de Pilotos TLP de la OTAN y el Parque Aeronáutico y Logístico de Albacete.

## Historia
La población de Aguas Nuevas es uno de los conocidos como "pueblos de colonización", proyectados por el Instituto Nacional de Colonización (INE) con la finalidad de repoblar las zonas rurales durante la dictadura del general Francisco Franco. Este tipo de asentamientos sigue los modelos arquitectónicos y urbanísticos de la arquitectura modular, empleada ya con anterioridad en localidades de nueva fundación como Vegaviana (Cáceres). El arquitecto encargado del proyecto fue Pedro Castañeda Cagigas, que también intervino en Llano del Caudillo, Bazán o Cinco Casas (Ciudad Real).
Recibe su denominación del descubrimiento de una gran cantidad de pozos de agua, lo que lo volvía un lugar propenso para el cultivo de regadío y por ello para el asentamiento de una población. El método de colonización consistía en entregar una vivienda, una parcela de tierras cultivables (entre 8 y 15 hectáreas), alguna pieza de ganado, normalmente vacas o caballos, y aperos consiguiendo así atraer habitantes de toda la península. A partir de estos primeros colonos el pueblo no ha dejado de crecer y subsiste la agricultura como el medio principal de vida.
Se inició su construcción en el año 1963, siguiendo el modelo arquitectónico y urbanístico de José Luis Fernández del Amo, incorporando al mismo su característica modulación del espacio para la creación de parcelas, lo cual actualmente constituye un importante activo patrimonial al convertirse esta pedanía en una pequeña ciudad-dormitorio de Albacete.

## Festividades
Las fiestas patronales de esta población son San Antón, el 17 de Enero, y San Isidro, el 15 de Mayo. También destaca la romería de la virgen de las Aguas Santas, de origen sevillano. Entre su patrimonio tenemos la iglesia parroquial y su fachada de azulejería blanca y azul, a semejanza de la del ayuntamiento, la estatua de San Isidro Labrador y múltiples fuentes y abrevaderos. Además, a lo largo de los años se han creado costumbres y tradiciones propias en relación con las fechas anteriormente señaladas. Cuenta también con La Banda Municipal San Isidro Labrador de Aguas Nuevas que participa en las celebraciones locales así como en eventos musicales a lo largo de toda la provincia y que en el año 2019 fue premiada por "buenas prácticas" en la Gala Provincial de la Música.